# Clase Hamilton (Cutter)

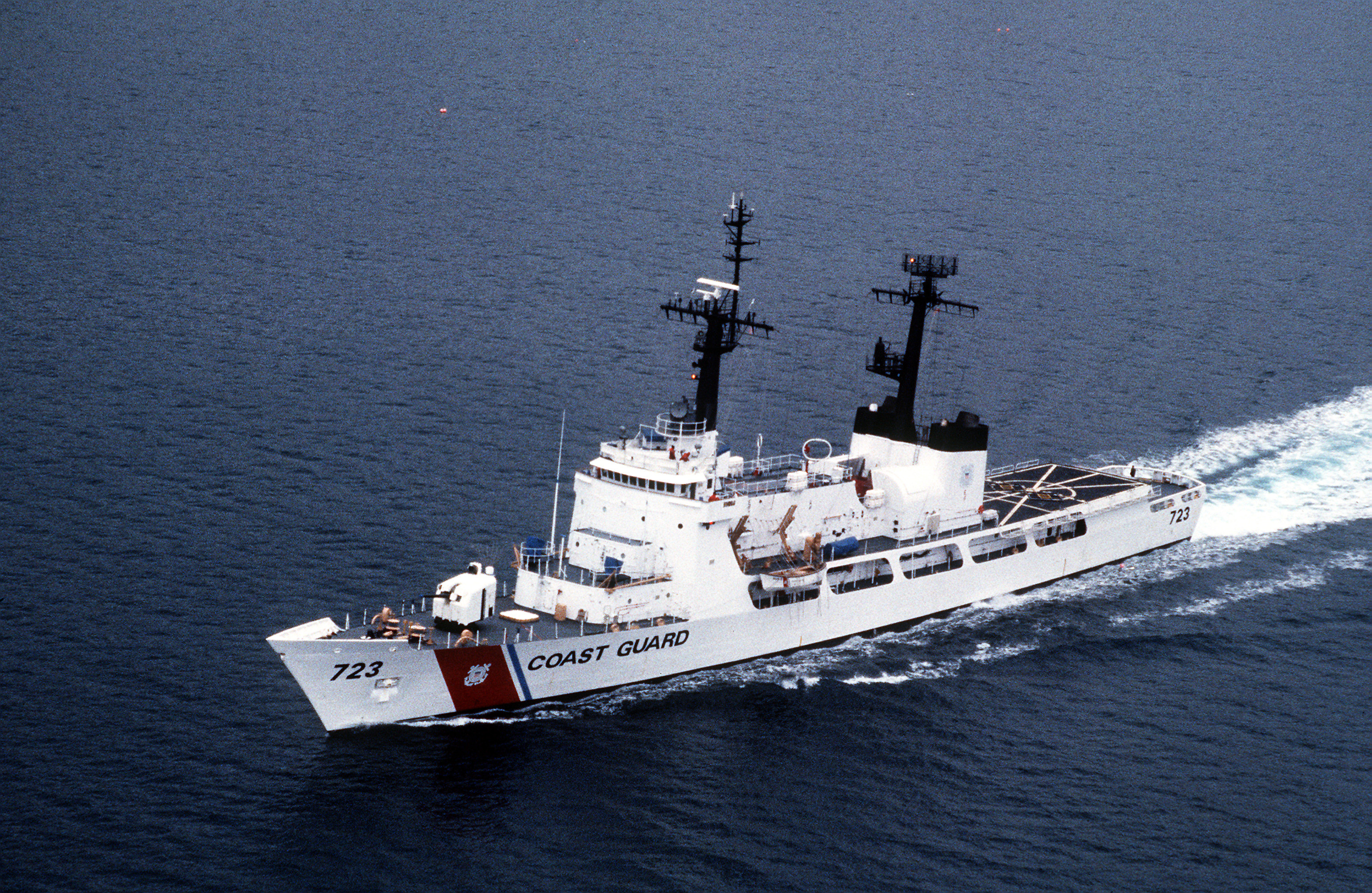
USCGC Rush, alrededor de 1985, con el antiguo cañón de 5 pulgadas/38, sin radar ni sistema Phalanx CIWS.

Los de Clase Hamilton (Cutter) fueron las embarcaciones más grandes hasta que fueron reemplazados por la Clase Legend (Cutter) de la Guardia Costera de los Estados Unidos, además de la clase rompehielos Polar. El símbolo de clasificación del casco tiene el prefijo WHEC. Los cutters se denominaron como Clase Hamilton por el buque líder de la clase, o "Clase Secretario" porque la mayoría de los buques de la clase recibieron el nombre de ex Secretarios del Tesoro (con la excepción de los cutters de la "Clase Héroe", Jarvis, Munro y Midgett).

## Diseño
Los cutter de la clase Hamilton se diseñaron para ser embarcaciones muy versátiles, capaces de realizar diversas operaciones, incluidas la aplicación de la ley marítima, búsqueda y rescate, investigación oceanográfica y operaciones de defensa. Debido a su resistencia y capacidad, los cutter de la clase Hamilton se despliegan comúnmente con los grupos de batalla de portaaviones. Fueron construidos con un casco de acero soldado y una superestructura de aluminio. El casco se diseñó con una sección transversal en V y, mediante pruebas en tanques, se esperaba que el casco sobreviviera y se mantuviera a flote por más tiempo después de sufrir daños. Tienen una propulsión combinada de diésel o gas (CODOG) compuesto por dos motores diésel y dos turbinas de gas, además pose hélices de paso controlable. Fueron las primeras embarcaciones militares estadounidenses con una combinación de diésel o turbina de gas. Estas embarcaciones poseen una cubierta de vuelo para helicópteros, un hangar retráctil y las instalaciones necesarias para el despliegue de helicópteros.

### Armamento
Los cutters clase Hamilton se diseñaron y construyeron durante la mitad de la Guerra Fría, por lo que originalmente estaban equipados hacer una guerra antisubmarina (ASW), para ello contaban con la capacidad de encontrar, rastrear y destruir submarinos enemigos. Cuando se construyeron, estaban armados con un cañón naval de 5"/38, dos morteros de 81 mm, dos ametralladoras calibre .50, dos MK 10 Hedgehog, dos sistemas de tubos de torpedos Mark 32 y contramedidas contra torpedos, Nixie.
Durante las décadas de los 80' y 90', los cutters fueron modernizados por mediante el programa "Rehabilitación y Modernización de Flotas" (abreviado como FRAM). El programa FRAM, reemplazó el cañón de 5"/38 original, por el cañón naval Otobreda de 76 mm, actualizo los tubos de lanza torpedos de superficie MK 32 a Mod 7, se instalaron lanzadores MK 36 SRBOC y el conjunto para la guerra electrónica AN/SLQ-32, se actualizó el sonar de los cúteres y sus radares de búsqueda aérea y de superficie. Durante la modernización, la Marina de los EE. UU. vio el programa como una forma sencilla y barata de utilizar los cúteres como un valioso multiplicador de fuerza con tripulaciones capacitadas que podía utilizar durante la guerra. Después de la finalización del programa FRAM, una junta conjunta de la Armada y la USCG decidió que se realizarían nuevas mejoras en el armamento de los buques, que incluía la instalación de los misiles antibuque Harpoon y un Mark 15, Phalanx CIWS. Los misiles Harpoon se instalaron en múltiples cutters de la clase, pero solo uno de ellos, el USCGC Mellon, disparó un misil Harpoon en enero de 1990. Después de que la Unión Soviética colapsara, la Armada y la USCG decidieron que no había amenaza militar alguna que requerir la instalación de estos misiles antibuque y armas antisubmarinas a bordo de los navíos, por lo que se procedió a retirar las armas.
Tras la retirada de las armas tipo ASW (anti-submarine warfare), la Guardia Costera instaló cañones de cadena M242 Bushmaster de 25 mm a ambos lados. Actualmente, la clase Hamilton está equipada con el sistema de Comando y Control SeaWatch de la Guardia Costera, que combina navegación, táctica, vigilancia y comunicaciones en una imagen de conciencia situacional, sustituyendo el antiguo y obsoleto Sistema de Control y Comando a Bordo. La defensa antimisil está a cargo de los lanzadores Mk 36 y el sistema Phalanx CIWS .

## Historia
El programa de cutters WHEC de 378 pies (115 m) que creó la clase Hamilton se dio comienzo en la década de los 60'. Estos estaban destinados a cumplir con los requisitos de la Guardia Costera en tiempos de paz y en tiempos de guerra. La construcción del buque insignia, el Hamilton, se llevó a cabo en los astilleros de Avondale Shipyards, comenzando en la década de los 60' y entró en servicio el 18 de marzo de 1967. Originalmente, la Guardia Costera planeó construir 36 cúteres de clase Hamilton, pero debido a la finalización del programa de estaciones oceánicas, su número se redujo a solo 12.
Durante la Guerra de Vietnam, varios buques de esta clase apoyaron la Operación Market Time. Los buques patrullaron la costa de Vietnam del Sur, abordaron e inspeccionaron buques sospechosos de pertenecer a Vietnam del Norte y Viet Cong, llevaron a cabo misiones navales de apoyo al fuego de artillería y prestaron asistencia médica a civiles vietnamitas. A lo largo de su servicio, han participado en diversas guerras y operaciones militares, la invasión a Granada, la Operación Vigilant Sentinel, la Operación Deny Flight y en la Guerra de Irak.
Desde el año 1980 y hasta finales de 1992, toda la clase fue modernizada a través del programa FRAM. El programa incluía actualizaciones y cambios en las armas, de sensores, la adición de un hangar para helicópteros, reacondicionamiento de motores y mejora de la habitabilidad a bordo.
Los cuters conocidos como Midgett y Munro pasaron a llamarse John Midgett y Douglas Munro para permitir que los nuevos cuters de Clase Legend, asuman los antiguos nombres (Midgett y Munro) de los dos cortadores de clase Hamilton.
En marzo de 2007, los cortadores Hamilton y Sherman interceptaron en aguas internacionales al pesquero Gatún, de bandera panameña, recuperando 20 toneladas (20 000 kg) de cocaína, con un valor de venta estimado en la calle de $600 millones de dólares. La incautación fue en aquel momento mayor operación antidrogas en alta mar en la historia de Estados Unidos.

## Barcos en clase
| Nombre        | Número   | Astillero              | Iniciado                | Botado                  | Asignado                 | Baja                 | Destino |
| ------------- | -------- | ---------------------- | ----------------------- | ----------------------- | ------------------------ | -------------------- | --- |
| Hamilton      | WHEC-715 | Astilleros de Avondale | Enero de 1965           | 18 de diciembre de 1965 | 18 de marzo de 1967      | 28 de marzo de 2011  | Transferido a la Armada de Filipinas el 13 de mayo de 2011 como BRP Gregorio del Pilar (PS-15)                                    |
| Dallas        | WHEC-716 | Astilleros de Avondale | 7 de febrero de 1966    | 1 de octubre de 1966    | 11 de marzo de 1968      | 30 de marzo de 2012  | Transferido a la Armada de Filipinas el 22 de mayo de 2012 como BRP Ramón Alcaraz (PS-16)                                         |
| Mellon        | WHEC-717 | Astilleros de Avondale | 25 de julio de 1966     | 11 de febrero de 1967   | 9 de enero de 1968       | 20 de agosto de 2020 | Será transferido a la Guardia Costera de Vietnam                                                                                  |
| Chase         | WHEC-718 | Astilleros de Avondale | 26 de octubre de 1966   | 20 de mayo de 1967      | 11 de marzo de 1968      | 29 de marzo de 2011  | Transferido a la Armada de Nigeria el 13 de mayo de 2011 como NNS Thunder (F90)                                                   |
| Boutwell      | WHEC-719 | Astilleros de Avondale | 12 de diciembre de 1966 | 17 de junio de 1967     | 24 de junio de 1968      | 16 de marzo de 2016  | Transferido a la Armada de Filipinas el 21 de julio de 2016 como BRP Andrés Bonifacio (PS-17)                                     |
| Sherman       | WHEC-720 | Astilleros de Avondale | 25 de enero de 1967     | 3 de septiembre de 1968 | 23 de agosto de 1968     | 29 de marzo de 2018  | Transferido a la Armada de Sri Lanka el 27 de agosto de 2018, se puso en servicio el 6 de junio de 2019 como SLNS Gajabahu (P626) |
| Gallatin      | WHEC-721 | Astilleros de Avondale | 17 de abril de 1967     | 18 de noviembre de 1967 | 20 de diciembre de 1968  | 31 de marzo de 2014  | Transferido a la Armada de Nigeria el 7 de mayo de 2014 como NNS Okpabana (F93)                                                   |
| Morgenthau    | WHEC-722 | Astilleros de Avondale | 17 de julio de 1967     | 10 de febrero de 1968   | 10 de marzo de 1969      | 18 de abril de 2017  | Transferido a la Guardia Costera de Vietnam el 25 de mayo de 2017 como CSB 8020                                                   |
| Rush          | WHEC-723 | Astilleros de Avondale | 23 de octubre de 1967   | 16 de noviembre de 1968 | 3 de julio de 1969       | 3 de febrero de 2015 | Transferido a la Armada de Bangladés el 6 de mayo de 2015 como BNS Somudra Aviján                                                 |
| Douglas Munro | WHEC-724 | Astilleros de Avondale | 18 de febrero de 1970   | 5 de diciembre de 1970  | 27 de septiembre de 1971 | 24 de abril de 2021  | Transferido a la Armada de Sri Lanka el 26 de octubre de 2021. Encargado el 20 de noviembre de 2022 como SLNS Vijayabahu (P627).  |
| Jarvis        | WHEC-725 | Astilleros de Avondale | 9 de septiembre de 1970 | 24 de abril de 1971     | 4 de agosto de 1972      | 2 de octubre de 2012 | Transferido a la Armada de Bangladés el 23 de mayo de 2013 como BNS Somudra Joy                                                   |
| John Midgett  | WHEC-726 | Astilleros de Avondale | 5 de abril de 1971      | 4 de septiembre de 1971 | 17 de marzo de 1972      | Junio de 2020        | Transferido a la Guardia Costera de Vietnam el 1 de junio de 2021 como CSB 8021                                                   |

## Operadores
- Armada de Bangladés 2
- Armada Nigeriana 2
- Armada Filipina 3
- Armada de Sri Lanka 2
- Guardia Costera de Vietnam 2 (1 unidad a ser entregada)

### Anterior
- Guardia Costera de Estados Unidos 12